# Peralta, Navarre
Peralta, Navarre là một đô thị trong tỉnh và cộng đồng tự trị Navarre, Tây Ban Nha. Đô thị này có diện tích là 88,4 ki-lô-mét vuông, dân số năm 2009 là 6056 người với mật độ 68,51 người/km². Đô thị này có cự ly 59,4 km so với tỉnh lỵ Pamplona.